# Andreas Schönbächler
Andreas Schönbächler, född den 24 april 1966 i Zug, Schewiz, är en schweizisk freestyleåkare.
Han tog OS-guld i herrarnas hopp i samband med de olympiska freestyletävlingarna 1994 i Lillehammer.